# Caffrowithius
Genre
Synonymes
- Adelphochernes Beier, 1944 nec Beier, 1937
- Plesiochernes Vachon, 1945
- Anepsiochernes Beier, 1947

Caffrowithius est un genre de pseudoscorpions de la famille des Chernetidae.

## Distribution
Les espèces de ce genre se rencontrent en Afrique subsaharienne.

## Liste des espèces
Selon Pseudoscorpions of the World (version 3.0) :
- Caffrowithius aequatorialis Caporiacco, 1939
- Caffrowithius aethiopicus (Beier, 1944)
- Caffrowithius bergeri (Mahnert, 1978)
- Caffrowithius bicolor (Beier, 1964)
- Caffrowithius biseriatus Mahnert, 1983
- Caffrowithius caffer (Beier, 1947)
- Caffrowithius calvus (Beier, 1959)
- Caffrowithius concinnus (Tullgren, 1907)
- Caffrowithius elgonensis (Vachon, 1945)
- Caffrowithius excellens (Beier, 1958)
- Caffrowithius exiguus (Tullgren, 1907)
- Caffrowithius facetus (Tullgren, 1907)
- Caffrowithius garambae (Beier, 1972)
- Caffrowithius hanangensis (Beier, 1962)
- Caffrowithius harperi Judson, 1991
- Caffrowithius lucifugus (Beier, 1959)
- Caffrowithius meruensis (Beier, 1962)
- Caffrowithius natalensis (Beier, 1947)
- Caffrowithius natalicus (Beier, 1956)
- Caffrowithius planicola Mahnert, 1982
- Caffrowithius procerus Beier, 1966
- Caffrowithius pusillimus (Beier, 1979)
- Caffrowithius rusticus (Beier, 1955)
- Caffrowithius simplex (Beier, 1955)
- Caffrowithius subfoliosus (Ellingsen, 1910)
- Caffrowithius uncinatus (Beier, 1954)

## Publication originale
- Beier, 1932 : Zur Kenntnis der Cheliferidae (Pseudoscorpionidea). Zoologischer Anzeiger, vol. 100, p. 53-67.